# 中心市街地活性化
中心市街地活性化（ちゅうしんしがいちかっせいか）とは、都市の中心市街地の経済活動や社会活動を再活性化させようとする施策。

## 米国
米国では1930年代には自家用車の普及による郊外化、連邦政府による住宅取得促進政策や高速道路建設プログラムによって中心市街地の空洞化や衰退が問題になった。
1949年に成立した住宅法（Housing Act）は、1954年と1960年に段階的に改正され、法律の目的は当初のスラムクリアランスと低所得者向けの住宅整備から、中心市街地の再開発に重点が移った。しかし、多大な費用のわりに効果が薄いとして批判を浴びたため規模が縮小され、1970年代には都市財政の悪化もあり中心市街地の衰退の問題が残されることになった。
1970年代後半以降になると、企業や金融機関の発展による雇用やオフィス需要の増加、中心市街地の昼間人口の増加などにより、主に民間によって都会的な住環境を再整備する動きが出始めた。
さらに1980年代以降には全米の各都市でビジネス再開発地区（Business Improvement District : BID）制度が導入され、州法で定める特別地区（Special District）を設け、非営利団体の地区管理組合（District Management Association : DMA）が治安維持、清掃、公的施設の管理、地区の産業振興やマーケティングを担う手法が取り入れられるようになった。

### IDA
大・中都市については、中心市街地活性化プログラムとしてビジネス・インプルーブメント・ディストリクト（BID）があり、全国組織として国際ダウンタウン協会（IDA）がある。

### NMSC
小都市については、中心市街地活性化プログラムとしてメインストリート・プログラム（MSプログラム）があり、全国組織としてナショナルメインストリートセンター（NMSC）がある。

## 日本

### 課題
日本ではモータリゼーションの進展や消費生活の変化等により中心市街地の空洞化が問題になり、それには郊外への大規模店舗の出店も大きな影響を与えていた。大規模小売店舗と地元中小小売業者との商業調整のため、大規模小売店舗における小売業の事業活動の調整に関する法律（大店法）が定められていたが、国内外の環境の変化により2000年（平成12年）に廃止された。
そこで1998年（平成10年）にまちづくり3法（改正都市計画法、大規模小売店舗立地法、中心市街地活性化法の3つの法律）が制定され、中心市街活性化への政策支援が強化された。

### 施策
2004年9月15日の総務省の「中心市街地の活性化に関する行政評価・監視」（評価・監視結果に基づく勧告）によると、全国121市町の中心市街地活性化の状況を把握・分析した結果、
- 人口・商店数・年間商品販売額・事業所数・事業所従業者数のいずれの統計指標をみても数値が減少している市町が大半
- 統計指標の市町全体に占める中心市街地の占有率が低下している市町が大半
- 人口・商店数・年間商品販売額の3つを合わせてみると、占有率が低下している市町が多数

であり、中心市街の活性化が図られていると認められる市町は少ない状況にあるとしている。
そのため2004年9月に総務大臣から経済産業省や国土交通省等に対し基本計画の的確な作成、事業の着実な実施、基本計画の見直し、基本計画の的確な評価等の改善が必要であるとの勧告がなされた。
第164回国会において「都市の秩序ある整備を図るための都市計画法等の一部を改正する法律案」及び「中心市街地における市街地の整備改善及び商業等の活性化の一体的推進に関する法律の一部を改正する等の法律案」が成立し、2006年（平成18年）に公布された。
2006年7月12日までに690地区において中心市街地活性化法に定める「基本計画」が作成された。